# Vredekapel

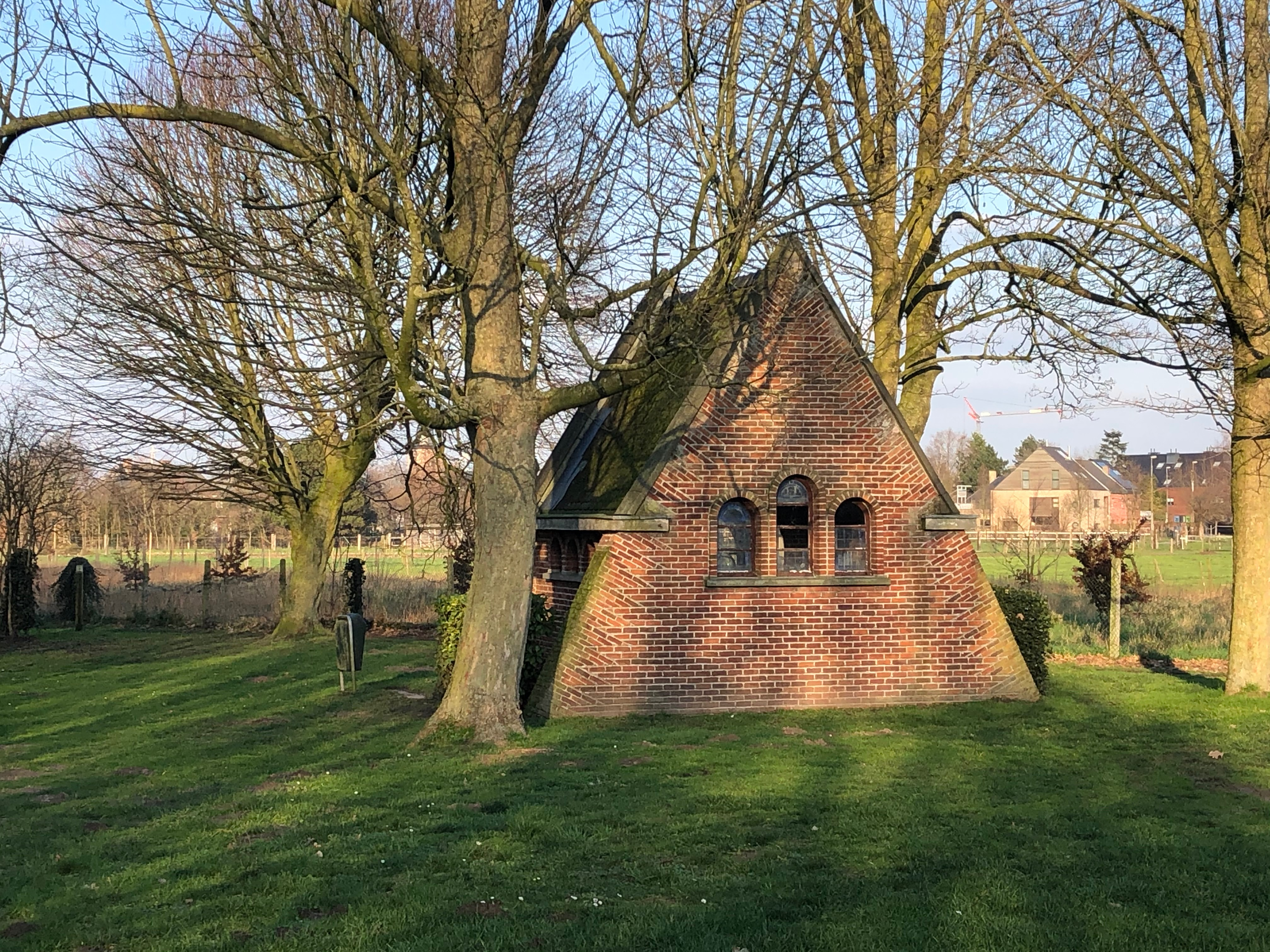
De Vredekapel

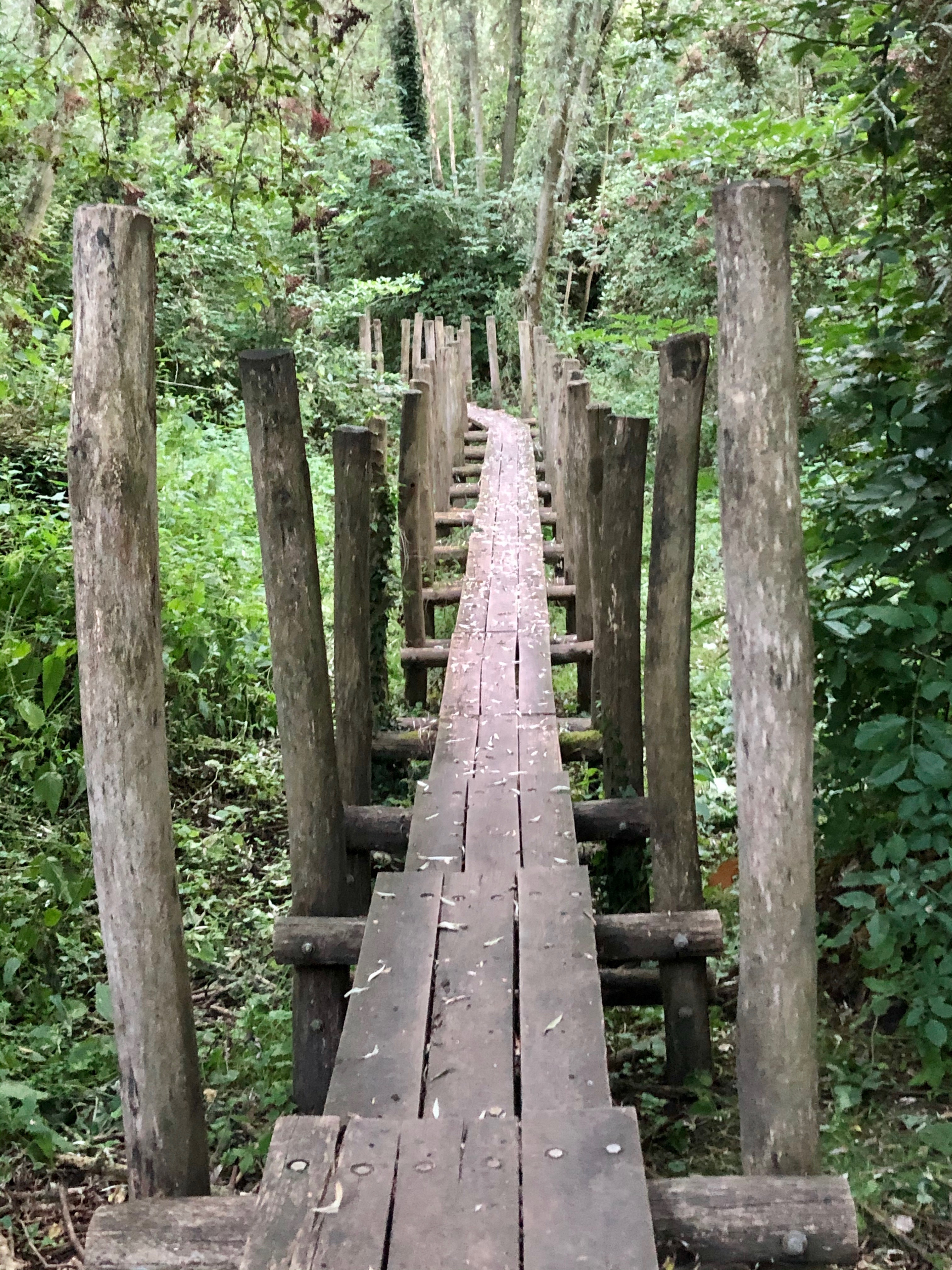
Wandelpad door Oude Schelde in Appels

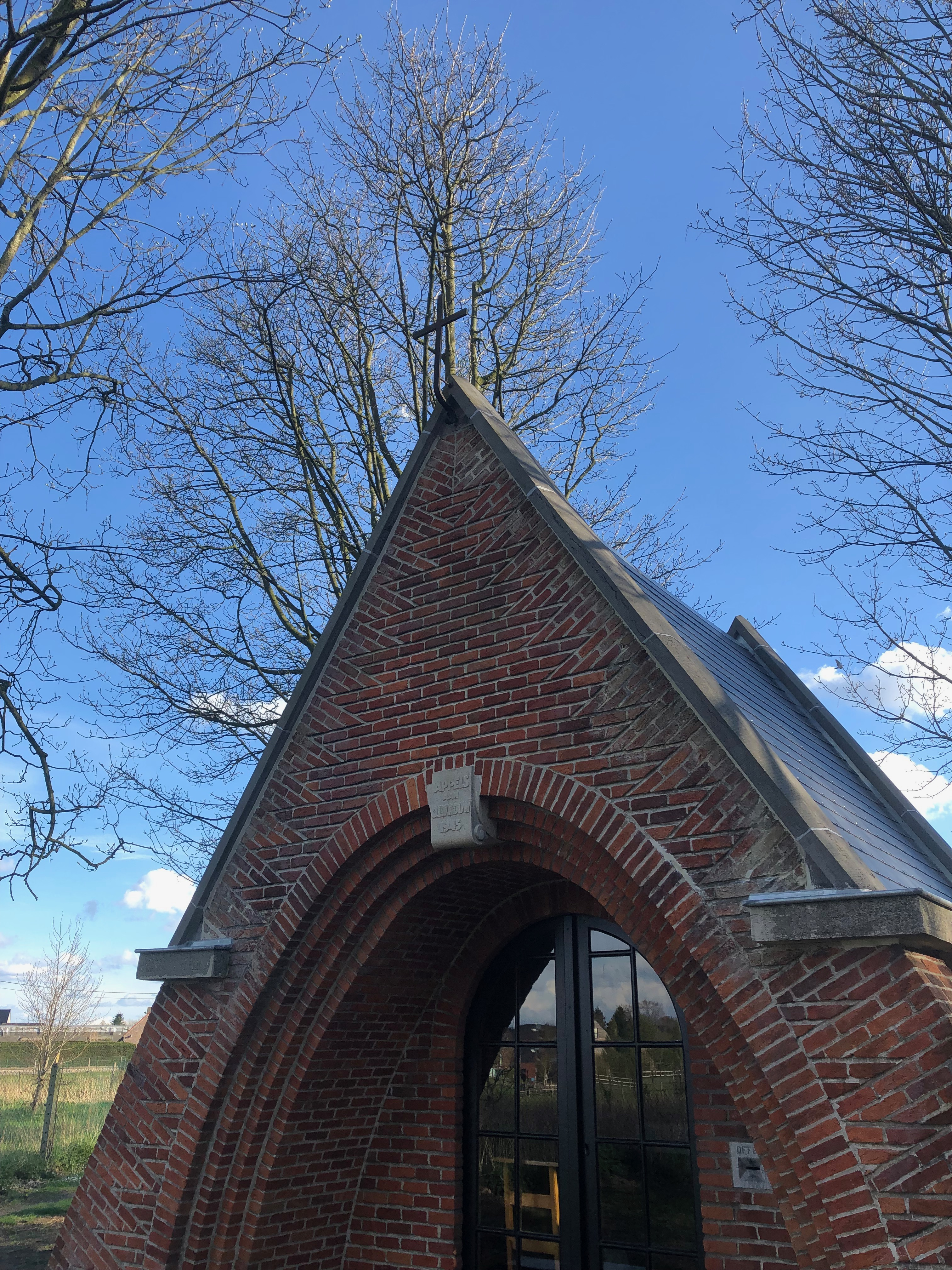
De Vredekapel in Appels na restauratie in 2022

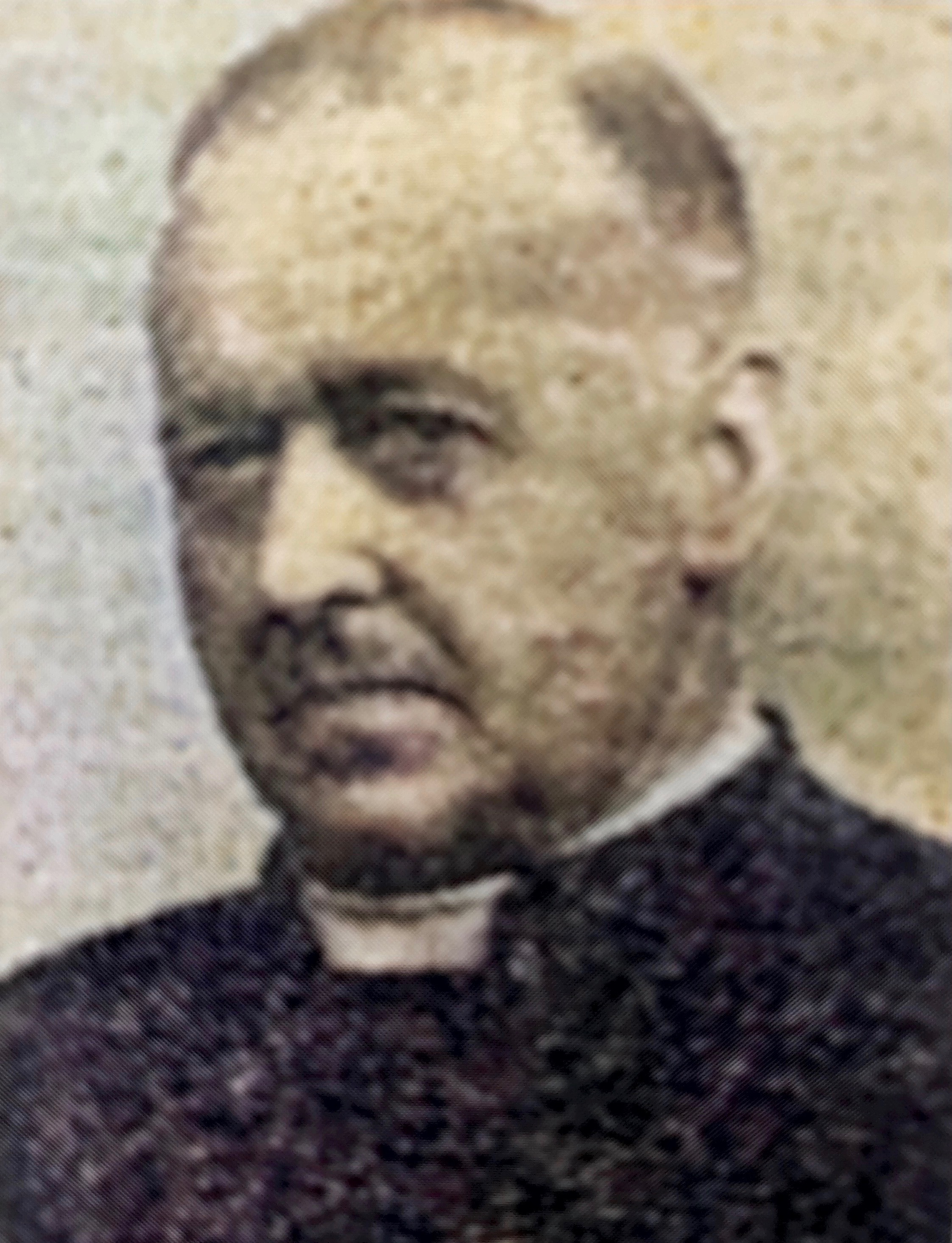
Pastoor Petrus Moens (1894-1970)

De Vredekapel in Appels is een dankkapel die in 1945-1946 gebouwd werd uit dankbaarheid omdat er gedurende de Tweede Wereldoorlog geen bommen gevallen waren op het grondgebied van Appels. Het initiatief voor de bouw werd genomen door pastoor Petrus Moens. De bouw werd bekostigd door de parochianen zelf. Architect was Frits Bosteels uit Dendermonde. Op zondag 15 september 1946 werd de kapel, toegewijd aan Onze Lieve Vrouw van de Vrede, plechtig gewijd.
De Vredekapel is gelegen naast een arm van de Oude Schelde, en een uitgestippeld pad leidt wandelaars langs deze plaats.
De Vredekapel is geïnventariseerd als bouwkundig erfgoed. In 2022 kreeg de kapel, ondertussen aangetast door de tand des tijds en vandalisme, een nieuwe grondige renovatie, voltooid in april 2022. 